# Ngawang Tashi Bapu
Geshe Ngawang Tashi Bapu alias Lama Tashi (né le 22 février 1968 dans le village de Thembang dans l'Ouest Kameng dans l'Arunachal Pradesh, en Inde) est l'ancien maître de chant principal du monastère de Drepung Loseling, l'un des plus grands monastères de l'école du dalaï-lama. En 2006, Lama Tashi a été nommé aux Grammy Awards pour son album "Tibetan Master Chants" dans la catégorie " Best Traditional World Music ". Grâce à cette réalisation, il a créé le record du premier moine bouddhiste pour une nomination aux Grammy Awards en solo, et le premier Indien du Nord-Est à être nommé pour le prestigieux Grammy Award (parfois appelé Oscar de la musique), la plus haute distinction musicale au monde. Lama Tashi a dirigé le chant Puja de longue vie pour le 14e dalaï-lama, les 99e et 100e ganden tripa et de nombreux autres maîtres. La Puja de longue vie est une cérémonie de guérison traditionnelle très populaire qui implique une performance de chant multiphonique pour guérir les auditeurs et augmenter leur durée de vie. Lama Tashi a également dirigé la performance de chant du Festival de la Grande Prière Traditionnelle à Bodhgaya présidé par le 14e dalaï-lama en 2002. Lama Tashi a été directeur et directeur du Central Institute of Himalayan Culture Studies, Dahung, Inde de 2003 à 2012 et de 2012 à 2018 respectivement. Pendant son séjour à l'Institut, il a enseigné la philosophie bouddhiste à des étudiants de niveau universitaire.

## Éducation
À l'âge de 15 ans, Lama Tashi a rejoint le monastère de Bomdila pour étudier le bouddhisme. Plus tard, il a rejoint le monastère de Drepung Loseling pour obtenir le diplôme de guéshé lharampa - un diplôme équivalent au doctorat dans le milieu universitaire moderne.

## Tournées et spectacles internationaux
Alors qu'il étudiait la philosophie bouddhiste et le chant sacré, Lama Tashi a été sélectionné par le monastère de Drepung Loseling pour faire partie de "Musique sacrée et danse sacrée pour la guérison planétaire" et "La tournée mystique du Tibet" aux États- Unis, au Canada, au Mexique et dans de nombreux autres pays. Il a partagé la scène avec de nombreux artistes bien connus comme Michael Stipe de REM, Sheryl Crow, Patti Smith, Philip Glass, Gilberto Gil du Brésil et bien d'autres se sont produits au Carnegie Hall, au Lincoln Center et à Central Park à New York et Hollywood Bowl en Californie et National Mall à Washington DC, États-Unis, Auditorium de Rome, Rome et Teatro Massimo, Sicile, Italie, Esplanade, Singapour et City Hall, Hong Kong etc. Au cours de ses tournées internationales, il a enseigné, joué et enregistré le chants multiphoniques à la fois indépendamment ("THE LOST CORD", "CHANT MASTERS", "MEDICINE BUDDHA" et les "TIBETAN MASTER CHANTS") et avec les moines du monastère de Drepung Loseling ("SACRED TIBETAN CHANTS", "SOUND OF VOID", " MUSIQUE SACREE ET DANSE SACREE" et la "COMPASSION"). En plus d'interpréter les chants multiphoniques sur plusieurs scènes internationales, Jonathan Goldman au Sunrise Ranch Spiritual Retreat Center à Loveland, Colorado, États- Unis. La plupart de ses enregistrements se concentrent soit sur la guérison mentale, soit sur la guérison physique par le biais de la guérison sonore et du chant multiphonique.

## Fondation Siddhartha
Pour préserver et revigorer la culture bouddhiste tibétaine, Lama Tashi a fondé une organisation caritative : la Fondation Siddhartha, dont la vision intègre un certain nombre de programmes différents au profit de l'humanité, notamment : Siddhartha Culture Center, Siddhartha Sponsorship Program, Siddhartha Health Service et Siddhartha Home for the Elderly.

## Application de méditation Heal My Life
Lama Tashi est un mentor de l'application de méditation Heal My Life fondée par Tarun Bhatia , un hypnothérapeute principal basé à Faridabad, pour aider les gens à pratiquer des exercices de respiration d'auto-guérison et à fournir des affirmations puissantes pour divers objectifs de vie qui peuvent être enregistrées au format MP3 . et écouté de manière subliminale aux côtés des chants multiphoniques et de la méditation guidée de Lama Tashi pour leur guérison mentale et physique.

## Discographie de Lama Tashi
En 1997, Lama Tashi a prêté sa voix à la bande originale du film de guerre biographique de Brad Pitt : Sept Ans au Tibet. En 2004, il a sorti son premier album de musique : Tibetan Master Chants, pour lequel, il a remporté une nomination aux Grammy Awards en 2006 dans la catégorie " Meilleur album de musique traditionnelle du monde ". Le CD de l'album a été produit et enregistré par le pionnier de Healing Sounds, Jonathan Goldman sous le label Spirit Music.
| S. No. | Nom de la piste        | Durée | Genre                  | Style                       | Label        |
| ------ | ---------------------- | ----- | ---------------------- | --------------------------- | ------------ |
| 1.     | Setting Motivation     | 0:41  | Folk, World, & Country | Religious, Overtone Singing | Spirit Music |
| 2.     | Mantra Of Blessing     | 6:21  | Folk, World, & Country | Religious, Overtone Singing | Spirit Music |
| 3.     | Guru Rinpoche          | 5:34  | Folk, World, & Country | Religious, Overtone Singing | Spirit Music |
| 4.     | Heart Sutra            | 5:35  | Folk, World, & Country | Religious, Overtone Singing | Spirit Music |
| 5.     | Avalokitesvara         | 4:59  | Folk, World, & Country | Religious, Overtone Singing | Spirit Music |
| 6.     | Manjushri              | 5:20  | Folk, World, & Country | Religious, Overtone Singing | Spirit Music |
| 7.     | Vajrapani              | 5:47  | Folk, World, & Country | Religious, Overtone Singing | Spirit Music |
| 8.     | Buddha Amitayus        | 5:47  | Folk, World, & Country | Religious, Overtone Singing | Spirit Music |
| 9.     | Buddha Ushnisha Vijaya | 5:10  | Folk, World, & Country | Religious, Overtone Singing | Spirit Music |
| 10.    | Tara                   | 5:50  | Folk, World, & Country | Religious, Overtone Singing | Spirit Music |
| 11.    | Medicine Buddha        | 5:30  | Folk, World, & Country | Religious, Overtone Singing | Spirit Music |
| 12.    | Dedication Prayer      | 0:45  | Folk, World, & Country | Religious, Overtone Singing | Spirit Music |